# Teinobasis bradleyi
Teinobasis bradleyi – gatunek ważki z rodziny łątkowatych (Coenagrionidae).